# تپه مالیح کوچک
تپه مالیح کوچک مربوط به سده‌های ۳ و ۴ ه.ق است و در شهرستان گرمی، بخش مرکزی، دهستان اجارود مرکزی، روستای شکرلوی سفلی واقع شده و این اثر در تاریخ ۱۲ دی ۱۳۸۶ با شمارهٔ ثبت ۲۰۴۲۷ به‌عنوان یکی از آثار ملی ایران به ثبت رسیده است.